# سفیدبرفی (فیلم ۲۰۲۵)
سفیدبرفیِ دیزنی یا به سادگی سفیدبرفی (به انگلیسی: Disney's Snow White)، یک فیلم فانتزی موزیکال آمریکایی محصول ۲۰۲۵ به کارگردانی مارک وب و نویسندگی ارین کرسیدا ویلسون است. این فیلم که توسط شرکت والت دیزنی پیکچرز و مارک پلت پروداکشنز ساخته شده است، بازسازی لایو اکشن پویانمایی والت دیزنی با نام سفیدبرفی و هفت کوتوله از سال ۱۹۳۷ است که خود بر اساس داستان افسانه‌ای «سفیدبرفی» اثر برادران گریم ساخته شده است. در این فیلم ریچل زگلر نقش شخصیت اصلی را ایفا می‌کند، شاهدختی که مصمم است تا پادشاهی خود را از نامادری ظالم‌اش، ملکه شیطانی (گل گدوت)، پس‌بگیرد و در این مسیر با هفت مرد کوتوله و یک راهزن بی‌پروا به‌نام جاناتان (اندرو برنپ) آشنا می‌شود.
برنامه‌ریزی برای بازسازی فیلم سفیدبرفی و هفت کوتوله محصول ۱۹۳۷ در اکتبر ۲۰۱۶ تأیید شد و ویلسون به عنوان فیلمنامه‌نویس معرفی شد. وب در می ۲۰۱۹ برای کارگردانی فیلم وارد مذاکره شد و در سپتامبر ۲۰۱۹ به عنوان کارگردان به فیلم پیوست. فیلمبرداری عمدتاً در استودیوهای پاین‌وود، انگلستان، از مارس تا ژوئیه ۲۰۲۲ انجام شد. این فیلم قرار بود در مارس ۲۰۲۴ اکران شود اما به‌دلیل جریان اعتصاب سگ-افترا در سال ۲۰۲۳ با تاخیر مواجه شد. 
فیلم قبل از اکران با جنجال‌های قابل توجه‌ای ازجمله تغییرات داستانی، انتخاب کوررنگ بازیگران، و همچنین بازیگران غیرکوتوله که برای بازی شخصیت‌های اصلی کوتوله انتخاب شده‌اند، همراه بوده است. واکنش‌های منفی بیشتر ناشی از انتقادات عمومی زگلر از فیلم اصلی و دیدگاه‌های سیاسی او و همچنین دیدگاه‌های مخالف او و گادوت در مورد درگیری فلسطین و اسرائیل بود که منجر به درخواست‌ها برای تحریم شد.
مراسم افتتاحیهٔ سفیدبرفی در ۱۲ مارس ۲۰۲۵ در قلعه سگوبیا در سگوبیا، اسپانیا برگزار شد. این فیلم در ۲۱ مارس ۲۰۲۵ به‌وسیلهٔ استودیو سینمایی والت دیزنی در سینماهای ایالات متحده اکران شد. این فیلم با بودجهٔ تولید ۲۴۰ تا ۲۷۰ میلیون دلار، یکی از پرهزینه‌ترین فیلم‌های دیزنی است. سفیدبرفی نقدهای مختلفی از منتقدان دریافت کرده و ۲۰۵٫۶ میلیون دلار در سراسر جهان فروش داشت و به دلیل بودجه بالای خود تبدیل به بمب گیشه شد.

## خلاصهٔ فیلم
روزی در یک سرزمین صلح‌آمیز، پادشاه و ملکه‌ای خیرخواه در طول یک کولاک صاحب یک فرزند دختر می‌شوند. آن‌ها برای گرامی‌داشت این روز نام کودک را سفیدبرفی می‌گذارند. سال‌ها بعد، پس از مرگ ملکه بر اثر یک بیماری ناگهانی، پادشاه عجولانه مجدداً ازدواج می‌کند و یک بانوی زیبا و مرموز، با قدرتی فوق‌العاده را به‌عنوان همسر دوم خود انتخاب می‌کند، سپس پادشاه با ارتشی نظامی برای مبارزه با تهدیدی قریب‌الوقوع به سمت مرزهای جنوبی قلمرو حرکت می‌کند، اما هرگز از این سفر باز نمی‌گردد. ملکهٔ جدید تاج و تخت را غصب می‌کند و ذات اصلی خود را به‌عنوان یک فرد پلید و شرور نشان می‌دهد که غرورش بر زیبایی‌اش غلبه می‌کند.
تحت حکومت ملکه شیطانی، رعایا یا بی‌بضاعت رها می‌شوند و یا اجباراً به گارد سلطنتی فرستاده می‌شوند. در همین‌حال سفیدبرفی به‌عنوان یک خدمتکار آشپزخانه در قصر محبوس است.

## بازیگران
- ریچل زگلر درنقش سفیدبرفی، یک شاهدخت پاک‌دل و نترس که مصمم است پادشاهی خود را از استبداد نامادری‌اش پاک کند.[۹]
  - امیلیا فاچر درنقش کودکی سفیدبرفی
  - اولیویا ورال درنقش نوزادی سفیدبرفی
- گل گدوت درنقش ملکه شیطانی، نامادری مغرور، حسود و مستبد سفیدبرفی که وسواس زیادی دارد زیباترین فرد باشد.[۱۰]
- اندرو برنپ درنقش جاناتان، شخصیت جدیدی که در فیلم به‌عنوان معشوق سفیدبرفی (که تا حدی بر اساس شاهزاده فیلم اصلی ساخته شده است) و یک شورشی که می‌خواهد سلطنت ملکه شیطانی را به چالش بکشد ظاهر شده است.[۱۱]
- آنسو کابیا درنقش شکارچی، یک شکارچی بی‌نام و خدمتکار ملکه شیطانی که می‌خواهد به دستور او سفیدبرفی را بکشد و قلبش بازگرداند.[۱۲]
- پاتریک پیج به‌عنوان ضبط صدای آینه جادویی، آینه‌ای اسرارآمیز که صادقانه به سؤال ملکه شیطانی در خصوص اینکه چه کسی از همه زیباتر است پاسخ می‌دهد.[۱۳]
- هدلی فریزر و لورنا آندریا در نقش‌های پادشاه مهربان و ملکه مهربان، والدین سفیدبرفی[۱۴]

### هفت کوتوله
- جرمی سوئیفت به‌عنوان ضبط صدای دکتر، رهبر هوشمند هفت کوتوله
  - جاناتان بورن درنقش دکتر (موشن‌کپچر/عروسک‌گردان)
- تیتوس بورگس به‌عنوان ضبط صدای باشفول، یکی از اعضای هفت کوتوله که خجالتی است.
  - لیا هیل درنقش باشفول (موشن‌کپچر/عروسک‌گردان)
- اندرو بارت فلدمن به‌عنوان ضبط صدای دوپی، یکی از اعضای هفت کوتوله که تا زمان بیدار شدن سفیدبرفی از خواب مرگ‌آلود صحبت نمی‌کند و صداهای دیگری تولید می‌کند. بعداً مشخص می‌شود که دوپی راوی داستان است.
  - جای بتوته درنقش دوپی (موشن‌کپچر/عروسک‌گردان)
- مارتین کلبا به‌عنوان ضبط صدای گرامپی، یکی از اعضای هفت کوتوله که بداخلاق است.
  - امری برنارد درنقش گرامپی (موشن‌کپچر/عروسک‌گردان)
- جیسون کراویتز به‌عنوان ضبط صدای اسنیزی، یکی از اعضای هفت کوتوله که مرتباً عطسه می‌کند.
  - دومینیک اوون درنقش اسنیزی (موشن‌کپچر/عروسک‌گردان)
- جورج سالازار به‌عنوان ضبط صدای هپی، یکی از اعضای هفت کوتوله که شاد است.
  - دیوید برچ درنقش هپی (موشن‌کپچر/عروسک‌گردان)
- اندی گروتلوشن به‌عنوان ضبط صدای اسلیپی، یکی از اعضای هفت کوتوله که همیشه خواب‌آلود است.
  - سندی فاستر درنقش اسلیپی (موشن‌کپچر/عروسک‌گردان)[۱۵]

### راهزن‌های گروه جاناتان
- جورج اپلبی درنقش کویگ
- کالین مایکل کارمایکل درنقش فارنو
- ساموئل باکستر درنقش اسکیتی
- جیمی جانستون درنقش فینچ
- دوجونا گیفت درنقش میپل
- ایدریس کارگبو درنقش بینگلی
- جایه بتوته درنقش نورویچ

### گارد سلطنتی
- آدریان باور درنقش فرماندهٔ نگهبانان
- فیلیپه بجارانو درنقش نگهبان پل
- سیمئون اوکس درنقش نگهبان متیو
- جاشمین جوزف درنقش نگهبان ویلیام
- چیک چان درنقش نگهبان آرتور[۱۶]

## تولید

### توسعه و پیش تولید
در ۳۱ اکتبر ۲۰۱۶، ورایتی گزارش داد که والت دیزنی پیکچرز در حال توسعه یک بازسازی لایو اکشن از سفیدبرفی و هفت کوتوله است و ارین کرسیدا ویلسون در حال مذاکره برای نوشتن فیلمنامه آن است. در ۳۰ مه ۲۰۱۹ گزارش شد که مارک وب در حال مذاکره برای کارگردانی این فیلم است، و در ۲۹ سپتامبر ۲۰۱۹ کارگردانی فیلم تأیید شد، در حالی که کرسیدا ویلسون تأیید شد که فیلمنامه را می‌نویسد. در ۲۹ مه ۲۰۲۱، گزارش شد که وب همچنان برای کارگردانی این فیلم دلبسته است، اما به دلیل برنامه‌ریزی‌اش برای ساخت سریال تلویزیونی دقیقاً آنسو، کار روی آن را تا اواخر همان سال آغاز نمی‌کند.

### انتخاب بازیگران
در ژوئن ۲۰۲۱، ریچل زگلر برای نقش اصلی، و گل گدوت در نوامبر برای نقش ملکه بدجنس انتخاب شدند. در اواخر همان ماه، تأیید شد که گرتا گرویگ مشغول نوشتن فیلمنامه است. در ۷ دسامبر ۲۰۲۱، در طی مصاحبه با اکسترا تی وی، ریچل زگلر فاش کرد که سفیدبرفی بسیار قوی تر از نسخه اصلی خواهد بود. جستجوی بازیگران جدید برای بازیگری جوان برای بازی در نقش سفیدبرفی جوان در بازسازی لایو اکشن اعلام شده است. در ۱۲ ژانویه ۲۰۲۲، اعلام شد که اندرو برنپ برای نقش اصلی مرد به عنوان یک شخصیت جدید به نام جاناتان انتخاب شده که به عنوان فردی «رابین هود مانند» توصیف می‌شود که به عنوان عشق سفیدبرفی عمل می‌کند و «او را در نبرد همراهی می‌کند» و نقش خوانندگی نیز خواهد داشت.
در اوت ۲۰۲۳، فاش شد که یکی دیگر از بازیگران لاتین به نام رناتا واکا، که در فیلم اره ۱۰ انتخاب شده بود، یکی از دو فینالیست در فرایند انتخاب بازیگران برای نقش سفیدبرفی بود. دیگری زگلر بود که در نهایت این نقش را به دست آورد. واکا، یک شهروند مکزیکی، اظهار داشت که فراخوان انتخاب بازیگران برای نقش سفید برفی «برای گروه‌های قومی آزاد بود» و مرحله اول تست شامل خواندن یک آهنگ از پرنسس دیزنی بود.

### فیلم‌برداری
فیلمبرداری در ابتدا قرار بود در مارس ۲۰۲۰ در ونکوور، بریتیش کلمبیا، کانادا آغاز شود با این حال، به دلیل دنیاگیری کووید-۱۹ به اواسط یا اواخر سال ۲۰۲۰ به تعویق افتاد. بعداً رسماً اعلام شد که فیلمبرداری در سال ۲۰۲۲ آغاز خواهد شد. در اوت ۲۰۲۱، اعلام شد که فیلمبرداری از مارس ۲۰۲۲ تا ژوئیه ۲۰۲۲ در بریتانیا انجام خواهد شد. در مارس ۲۰۲۲، با شروع فیلمبرداری از هفته ۱۴، عکس‌های مجموعه به صورت آنلاین به بیرون درز کرد. آتش‌سوزی مجموعه تولید را در ۱۵ مارس ۲۰۲۲ در استودیو پاین‌وود شعله‌ور کرد. صحنه در حال ساخت بود که بنا به گزارش‌ها، درختی آتش گرفت و منجر به آتش‌سوزی عظیم شد. همچنین، ورایتی به نقل از یک منبع از دیزنی تأیید کرد که «هیچ فیلمبرداری در جریان نبود». برنامه فیلمبرداری نیز برای اینکه زگلر به لس آنجلس سفر کند تا در مراسم اهدای نود و چهارمین دوره جوایز اسکار در ۲۷ مارس ۲۰۲۲ برای حمایت از همکارانش در داستان وست ساید، به لس آنجلس سفر کند، تنظیم شد. در حالی که زگلر در مراسم شرکت می‌کرد، گدوت شروع به فیلمبرداری صحنه‌های خود کرد. در طی یک پادکست با فوربس، گدوت فاش کرد که در این فیلم آواز می‌خواند و می‌رقصد. در ۲۲ آوریل، گدوت تأیید کرد که فیلمبرداری صحنه‌هایش را به پایان رسانده است، او بعدها اضافه کرد که بازی در نقش اولین شرور دیزنی «سرگرم‌کننده و لذیذ» بود و احساس می‌کرد که او می‌توانست به دلیل موزیکال بودن فیلم، با تغییر صدای خود نقش دراماتیک‌تری داشته باشد. در ۱۳ جولای، زگلر فاش کرد که فیلمبرداری به پایان رسیده است.

### جلوه‌های بصری
مووینگ پیکچر جلوه‌های بصری فیلم را ارائه کرده است.

## موسیقی
بنج پاسک و جاستین پل، ترانه‌سراها، که پیش از این شعر دو آهنگ جدید برای بازسازی علاءالدین دیزنی در سال ۲۰۱۹ را نوشته بودند، قرار است آهنگ‌های جدیدی را برای این فیلم بنویسند.

## انتشار
در طول رویداد دی۲۳ در سال ۲۰۲۲، اعلام شد که سفید برفی در سال ۲۰۲۴ منتشر خواهد شد. یک کلیپ ۳۰ ثانیه‌ای به‌طور انحصاری برای مخاطبان ارائه شد و زگلر و هم گدوت به عنوان نماینده‌های فیلم در آن حضور داشت. با این حال، در اکتبر ۲۰۲۳، ساخت فیلم به یک سال برای ۲۱ مارس ۲۰۲۵ به تعویق افتاد، و دیزنی ادعا کرد که این فیلم به دلیل اعتصابات ۲۰۲۳ سگ-افترا بوده است. با این حال، منابع نزدیک به دیزنی می‌گویند که دیزنی نگران عملکرد فیلم در گیشه بوده و بیش از ۳۳۰ میلیون دلار تاکنون هزینه فیلم کرده است. تبدیل شدن فیلم به یک بمب گیشه به پتانسیل اقتباس‌های لایو اکشن آینده و بازسازی فیلم‌های انیمیشن آنها آسیب می‌رساند. از زمان پایان اعتصاب SAG-AFTRA، آنها در حال برنامه‌ریزی برای فیلمبرداری مجدد هستند.

## بازخورد

### گیشه
تا ۳ آوریل ۲۰۲۵، سفید برفی ۶۹٫۸ میلیون دلار در ایالات متحده و کانادا، و ۷۵٫۸ میلیون دلار در سایر مناطق، با مجموع ۱۴۵٫۷ میلیون دلار در سراسر جهان به دست آورده است. طبق گزارش هالیوود ریپورتر، این فیلم باید حداقل ۵۰۰ میلیون دلار فروش داشته باشد تا به «نقطه امن باکس آفیس» خود برسد.
در ایالات متحده و کانادا، سفیدبرفی  همزمان با فیلم‌های شوالیه‌های آلتو و خاکستر اکران شد و پیش‌بینی شده که در آخر هفته افتتاحیه از ۴٫۲۰۰ سینما، ۴۵ تا ۵۵ میلیون دلار فروش داشته باشد. این فیلم در ابتدا پیش‌بینی می‌شد ۶۳ تا ۷۰ میلیون دلار فروش کند و تحلیل‌گران این پیش‌بینی را با افتتاحیه ۶۹٫۴ میلیون دلاری فیلم مالفیسنت محصول سال ۲۰۱۴ مقایسه کرده‌اند. آن‌ها اعتقاد داشتند که این فیلم بر جنجالی‌های پیرامون خود غلبه کرده و از نظر مالی موفق عمل خواهد کرد، زیرا در آخر هفته اکران رقابت جدی‌ای نخواهد داشت. اما در اواخر فوریه، پیش‌بینی‌ها کاهش یافت. این فیلم در روز نخست اکران ۱۶ میلیون دلار فروش داشت که شامل ۳٫۵ میلیون دلار پیش‌نمایش‌های روز پنج‌شنبه بود.

### واکنش نقادانه
بی‌بی‌سی گزارش داد که منتقدان سینمایی بریتانیا در مجموع این فیلم را مورد انتقاد قرار داده‌اند اما نظر منتقدان آمریکایی مطلوب‌تر بود. در وبگاه جمع‌آوری نقد راتن تومیتوز، ٪۴۰ از ۲۴۱ بررسی منتقدان مثبت است، و میانگینِ امتیاز آن ۵٫۲/۱۰ است. اجماع این وبگاه چنین می‌نویسد: «سفیدبرفی، به لطف بازی درخشان و ستاره‌مانند ریچل زگلر، به هیچ‌وجه تجربه‌ای دلگیر در سینما نیست، اما رویکرد محتاطانه‌اش نسبت به منبع اصلی داستان، همراه با برخی انتخاب‌های سبکی خام و ناپخته هم نمی‌تواند رضایت همه را جلب کند.» این فیلم در متاکریتیک که از میانگین وزنی استفاده می‌کند، بر اساس نظر ۵۱ منتقدین امتیاز ۵۰ از ۱۰۰ را کسب کرده که نشان‌گر «نقدهای مختلط یا متوسط» است. تماشاگرانی که توسط سینماسکور نظرسنجی شدند به فیلم نمره متوسط «B+» در مقیاس A+ تا F دادند، در حالی که آنهایی که توسط پست‌ترک مورد بررسی قرار گرفتند، میانگین امتیاز ۳ از ۵ را به فیلم دادند و ۴۳ درصد گفتند که آن را توصیه می‌کنند. هالیوود ریپورتر اشاره کرد که بازسازی‌های قبلی دیزنی امتیاز سینماسکور حدود "A" را دریافت کرده بودند. سفیدبرفی پس از غرق شدن در نقدهای منفی و کسب امتیاز ۱٬۵/۱۰ در IMDb, توسط این وبسایت برای بررسی علامت‌گذاری شده است.
کتسی استفن از مجله ورایتی بازی زگلر در نقش سفیدبرفی را ستایش و او را یک «ابرنواختر درخشان» توصیف کرد. او همچنین شخصیت سفیدبرفی را دارای «عمق تازه‌ای به دلیل اشتیاق فراوانش برای تبدیل شدن به رهبری که پدرش به او باور داشت» توصیف کرده است. سیدهانت ادلاخا از آی‌جی‌ان این فیلم را «بهترین بازسازی لایو-اکشن دیزنی در یک دهه اخیر» خوانده و گفته که در عین وفاداری به نسخه اصلی، تلاش کرده جنبه‌های عمیق‌تری به موضوعات آن اضافه کند. برایان ترویت از یواس‌ای تودی نوشته که این فیلم موفق شده است ارتباطی معنادار و امروزی میان موضوعات و عناصر قدیمی داستان برقرار کند. پاتریک گومز از انترتینمنت ویکلی این فیلم را بهترین بهترین نسخه بازسازی‌شده در میان تمام فیلم‌های لایو-اکشن دیزنی نامید.
نیکلاس باربر از بی‌بی‌سی می‌گوید که داستان فیلم شلوغ و پر از جزئیات اضافی است، لحن آن واضح و یکدست نیست و ریتم یا روند پیشروی آن مناسب به نظر نمی‌رسد. با این حال، او معتقد است که این مسائل باعث نمی‌شود فیلم فاجعه باشد، بلکه به نوعی «بحران هویتی»، فیلم را به یکی از جنبه‌های جالب برای تماشا تبدیل کرده است. ویتنی سیبلد از اسلش‌فیلم نیز گفته که فیلم از نظر احساسی «تهی» است، اما برخلاف برخی از بازسازی‌های اخیر، به نظر می‌رسد که حداقل ایده‌ها و افکاری پشت آن وجود دارد. دیوید رونی از هالیوود ریپورتر می‌نویسد که داستان فیلم شبیه به قالب کلیشه‌ای توانمندسازی زنان است که تقریباً در بازسازی‌های مدرن افسانه‌های قدیمی مرسوم شده است. با این حال، اجرای درخشان زگلر با ایمان و احساسی که در نقش خود می‌آورد، باعث می‌شود این کلیشه به‌خوبی قابل‌قبول باشد. دنیل بایر از AwardsWatch نیز بیان می‌کند که کارگردان، مارک وب، کار را بدون دردسر و جنجال غیرضروری به پایان رسانده است و هر زمان که زگلر روی صحنه ظاهر می‌شود، فیلم موفق می‌شود آن حس جادوی خوب و قدیمی دیزنی را بازآفرینی کند. دن روبینز از اسلنت اشاره دارد که فیلم تقریباً به شکلی کلیشه‌ای ساخته شده است تا یک اثر کلاسیک اما بی‌تردید ساده و قدیمی را برای مصرف مدرن به‌روز کند. امی نیکلسون از لس آنجلس تایمز این فیلم را یک مطالعه موردی جذاب در تناقضات غیرممکن امروزی توصیف می‌کند و آن را مانند یک آینه جادویی دانسته که تنش‌های سیاسی زمانه فعلی را منعکس می‌کند. نیل مینو از راجرایبرت.کام اظهار کرده که برخی از بخش‌های فیلم بهتر از سایر بخش‌هاست، اما هیچ‌کدام از آن‌ها شیرینی و خلاقیت اثر انیمیشنی اصلی را ندارند. او اشاره کرده که این نسخه از سفیدبرفی عادل‌ترین نیست و صرفاً خوب است.

## جنجال‌ها

### نقش سفیدبرفی
انتخاب ریچل زگلر، یک بازیگر کلمبیایی در نقش سفیدبرفی، شخصیتی که در متن اصلی با پوستی «سفید مثل برف» توصیف شده است، جنجال‌هایی را برانگیخت. زگلر در حالی که در سری بازیگران دربارهٔ بازیگران از ورایتی با اندرو گارفیلد حضور داشت، در مورد واکنش بازیگران سفیدبرفی صحبت کرد. این ستاره جوان به یاد آورد که اعلامیه انتخاب بازیگر برای روزها در توییتر رواج داشت به دلیل واکنش شدید او به دریافت نقش و اینکه چگونه او به دنبال استفاده از این نقش و پاسخ برای ابزارهای مثبت تری است تا اینکه اجازه دهد به او برسد. او گفت:
«حتی در یک میلیون سال تصور نمی‌کردم که این یک امکان برای من باشد. شما معمولاً سفیدبرفی‌هایی را نمی‌بینید که لاتین تبار باشند. با اینکه سفیدبرفی در کشورهای اسپانیایی زبان واقعاً یک معامله بزرگ است. چه در مورد کارتون دیزنی صحبت کنید و چه فقط تکرارهای مختلف و افسانه گریم و تمام داستان‌های همراه آن، بلانکا نیوز یک نماد بزرگ است. اما شما به خصوص افرادی را نمی‌بینید که شبیه من هستند یا من هستند که چنین نقش‌هایی را بازی می‌کنند. وقتی اعلام شد، این یک چیز بزرگ بود که برای روزها در توییتر ترند بود، زیرا همه مردم عصبانی بودند. ما باید آنها را در مسیر درست دوست داشته باشیم. در پایان روز، من یک کار برای انجام دادن دارم که واقعاً برای انجام آن هیجان‌زده هستم. من یک پرنسس لاتین می‌شوم.»— ریچل زگلر، 

### انتقاد زگلر از فیلم ۱۹۳۷
زگلر به دلیل اظهارات خود بر ضد فیلم اصلی در مورد شخصیت شاهزاده و شخصیت سفیدبرفی مورد انتقاد قرار گرفت. در پاسخ به نظرات او، بسیاری او را به خاطر اینکه سفیدبرفی را «فمینیست‌تر» کرده است، سرزنش کردند. در حالی که دیگران او را به دلیل تفسیر نادرست فمینیسم، با متهم کردن به ترویج کهن الگوی رئیس دختر یا بدگویی به زنانی که به دنبال نقش‌های سنتی زنانه بدون علاقه به قدرت یا رهبری هستند، انتقاد کردند. در همین حال، زگلر از حمایت آنلاین کسانی برخوردار شد که انتقادها را بیش از حد می‌دانستند، با این استدلال که نظرات او اشتباه تفسیر شده و زگلر فیلم را ننوشته است. اشتن اشتاین، یک استراتژیست برند، احساس می‌کرد که از روی اظهارات زگلر به نظر می‌رسد که او برای بازاریابی فیلم آموزش رسانه‌ای ندیده است.
دیوید هند، که پدرش به همین نام کارگردانی انیمیشن اصلی را بر عهده داشت، از بازسازی آن همچنین انتقاد کرد و آن را «توهین آمیز» توصیف کرد و پیشنهاد کرد که پدرش و والت دیزنی «در قبر خود خواهند چرخید». این جنجال منجر به این شد که سازمان رسانه ای محافظه کار دیلی‌وایر در ۱۶ اکتبر ۲۰۲۳ (روز صدمین سالگرد دیزنی) راه اندازی سرویس استریم بنتکی را اعلام کرد و انتشار اقتباس فیلم لایو اکشن خود از افسانه اصلی با نام سفیدبرفی و ملکه شیطانی را اعلام کرد که در تلاشی برای رقابت با نسخه دیزنی در سال ۲۰۲۴ اکران می‌شود.

### نظرات پیتر دینکلیج
در ژانویه ۲۰۲۲، طی مصاحبه‌ای در پادکست دبلیو تی اف از مارک مارون، پیتر دینکلیج بازیگری که نوعی کوتاه‌قامتی دارد و نقش شخصیت‌های آنچنینی را در کارنامه کاری خود بازی می‌کند، دربارهٔ بازسازی لایو اکشن آینده سفید برفی اظهار نظر کرد و آن را به عنوان «داستانی عقب مانده» رد کرده و گفت:
«واقعاً قصد توهین به هیچ‌کسی را ندارم، اما کمی متعجب شدم که دیزنی با افتخار یک زن لاتین را برای نقش سفیدبرفی انتخاب کرد، اما داستان فیلم هنوز هم در مورد سفیدبرفی و هفت کوتوله است. یک قدم به عقب برگردید و نگاه کنید چه کاری انجام می‌دهید. این برای من معنی ندارد… تو از یک جهت مترقی هستی، اما هنوز در حال ساختن آن داستان لعنتی در مورد هفت کوتوله‌ای که در یک غار با هم زندگی می‌کنند هستی؟، داری چه غلطی می‌کنی مرد؟ آیا من کاری برای پیشبرد هدف انجام نداده‌ام؟ حدس می‌زنم صدای من به اندازه بلند نیست. نمی‌دانم کدام استودیو است، اما آنها به این تصمیم افتخار می‌کردند و تمام عشق و احترام به بازیگر زن و همه افرادی که فکر می‌کردند کارشان درست است. اما من فقط می‌گویم، شما دارید چه کار می‌کنید؟»— پیتر دینکلیج، 
در پاسخ به اظهارات دینکلیج، دیزنی تصریح کرد که «برای جلوگیری از تقویت کلیشه‌های فیلم انیمیشن اصلی، ما رویکرد متفاوتی را با این هفت شخصیت در پیش گرفته‌ایم و با اعضای جامعه کوتاه‌قامت‌ها مشورت کرده‌ایم.» این فیلم همچنین به دلیل عدم حضور هفت کوتوله از فیلم اصلی به سفیدبرفی تغییر نام یافت.

### تجسم مجدد از هفت کوتوله
در ژوئیه ۲۰۲۳، تصاویری تولید شده از استودیوی دیزنی در بارکشر نشان داد که تصویر هفت کوتوله برای فیلم دوباره تجسم شده است، که شامل تنها یک بازیگر «واقعاً کوتوله» به همراه شش بازیگر غیرکوتوله دیگر از قومیت‌های مختلف نژادی، شامل شش مرد و یک زن است که مجموعه‌ای از هفت فرد فولکلور آلمانی را به تصویر می‌کشند که همگی به‌عنوان موجودات دورف به تصویر کشیده شده‌اند. پس از انکار اولیه گزارش‌ها مبنی بر اینکه این تصاویر تولید واقعی فیلم را به تصویر می‌کشند، دیزنی بعداً تأیید کرد که آنها واقعاً تولید را به تصویر می‌کشند و بازیگران بدل جایگزین بازیگران اصلی می‌شوند (مارتین کلبا بازیگری که قبلاً تأیید شده بود در فیلم‌های گفته شده حضور نداشت). تصمیم برای تجسم مجدد شخصیت‌ها به این عنوان توسط منابع اصلی و رسانه‌های اجتماعی به‌عنوان بیش از حد در حوزه نزاکت سیاسی توصیف شد، و همچنین برای از بین بردن فرصت‌های بالقوه بازیگری از جامعه کوتوله‌ها مورد انتقاد قرار گرفت. جیسون اکونیا بازیگر فرنچایز کله‌خر از دیزنی برای عدم انتخاب بازیگران کوتوله انتقاد کرد و از تغییرات ابراز ناامیدی کرد. آکونا گفت: «شما شغل‌هایی را جایگزین می‌کنید که مردم می‌توانستند به عنوان افراد کوتوله داشته باشند. این برای کوتوله‌ها است. چرا «سفید برفی و هفت نفر متوسط» را استخدام می‌کنید؟» کشتی‌گیر و بازیگر دیلن پستل نیز با دیدگاه دینکلیج مخالف بود و در مصاحبه ای با پیرز مورگان، احساسات آکونا را تکرار کرد و از نقش شخصیت‌های کوتوله در فیلم انیمیشن دفاع کرد.
در اکتبر ۲۰۲۳، همزمان با اعلام تأخیر فیلم، دیزنی از یک تصویر ظاهری برای فیلم پرده برداری کرد که شامل زگلر در نقش سفید برفی، در کنار هفت کوتوله بود، که همگی شخصیت‌های CGI بودند که شبیه ظاهرشان در فیلم ۱۹۳۷ درست شده‌اند.

### دیدگاه‌های سیاسی بازیگران
انتشار تریلر فیلم به دلیل مواضع متضاد گدوت و زگلر در مورد مناقشه، با حمایت گدوت از اسرائیل و زگلر از فلسطین، درخواست‌هایی را برای تحریم فیلم از سوی هر دو طرف درگیری فلسطین و اسرائیل برانگیخت. تماشاگران طرفدار فلسطین از گنجاندن گدوت در فیلم انتقاد کردند و آن را نامناسب دانستند، در حالی که بینندگان طرفدار اسرائیل انتخاب او برای بازی در نقش «شیطان» را «توهین آمیز» دانستند و از آن انتقاد کردند. آلیا ملک از کمپین فلسطینی برای تحریم دانشگاهی و فرهنگی اسرائیل گفت: «به دلیل اینکه [گدوت] مستقیم از نسل‌کشی اسرائیل در فلسطین نمایندگی می‌کند، فیلم‌های گل گدوت قابل تحریم هستند».
پس از انتشار تریلر، زگلر در توییتی نوشت: «و همیشه به یاد داشته باش، فلسطین را آزاد کنید». بیانیه زگلر توسط فعالان طرفدار فلسطین تمجید شد و توسط دیگران به عنوان ضد اسرائیلی و بی‌احساس نسبت به گدوت مورد انتقاد قرار گرفت. افیر آکونیس، سرکنسول اسرائیل در نیویورک، از زگلر انتقاد کرد و از مردم خواست بلیت فیلم بعدی گدوت را بخرند.
در اکتبر ۲۰۲۴، زگلر در طی مصاحبه‌ای به این انتقاد پاسخ داد و گفت: «من نمی‌توانم مرگ کودکان را تماشا کنم. فکر نمی‌کنم این باید یک برداشت داغ باشد. من فقط مسئول آنچه احساس می‌کنم هستم. و سپس مسئول نحوه عملم نیز هستم. ما به یک سال از حملات هولناک ۷ اکتبر نزدیک می‌شویم، اما سال‌های زیادی است که این مناقشه را دنبال می‌کنم. همانند بسیاری از مردم دیگر، من دل شکسته هستم از تلفات جانی که با این آمار جنون آمیز مرگ و میر از هر دو منطقه می‌بینیم.» او افزود که به حمایت از فلسطین در شبکه‌های اجتماعی ادامه خواهد داد.
در نوامبر ۲۰۲۴، فراخوان دیگری برای تحریم فیلم توسط طرفداران MAGA انجام شد، پس از آن که زگلر از کسانی که پس از انتخابات ریاست جمهوری ۲۰۲۴ ایالات متحده به انتخاب مجدد دونالد ترامپ، رئیس‌جمهور سابق ایالات متحده رای دادند انتقاد کرد، و اشاره ای ناپسند به رئیس‌جمهور منتخب کرد. زگلر بعداً در پاسخ عذرخواهی عمومی کرد و گفت که قصد ندارد پیامش آسیبی به همراه داشته باشد در حالی که دعوت به صلح می‌کند: «به احساساتم اجازه دادم بهترین‌ها را از من بگیرد. نفرت و خشم باعث شده است که ما از صلح و تفاهم، بیشتر و بیشتر دور شویم، و متاسفم که در گفتمان منفی مشارکت کردم. این هفته برای بسیاری از ما یک هفته احساساتی بود. هر کسی حق دارد عقیده خودش را داشته باشد هرچند که با عقاید من متفاوت باشد. من اکنون متعهد به مشارکت مثبت برای فردایی بهتر هستم.»